# Симулятор кишечной микрофлоры человека (SHIME)
Симулятор кишечной микрофлоры человека (SHIME) — это сложная функциональная симуляционная модель in vitro пищеварительной системы человека. Она позволяет заселить различные отделы кишечника соответствующей микрофлорой на длительный срок. Более того, она имитирует различные сегменты желудочно-кишечного тракта и толстой кишки. И эти смоделированные системы позволяют получить подробную информацию о видах ферментации и их расположении на протяжении всего кишечника. Система позволяет лучше дать реальную оценку воздействия пищи или питательных веществ на пре- и пробиотики, спустя 2-3 недели их продолжительного употребления. Проводимые с подобной длительностью, исследования симулируют повторное переваривание данных продуктов. SHIME применяют для симуляции различных видов желудочно-кишечного тракта, как детского, так и взрослого и пожилого, а также его нетипичных состояний, таких как инфекционные заболевания, вызванные патогенной микрофлорой.

## Торговая марка
«SHIME» — это аббревиатура от «Simulator of Human Intestinal Microbial Ecosystem», и с 2010 года это название было совместно зарегистрировано ProDigest и Гентским университетом.

## Область применения
- Эффект пробиотика выбранных микроорганизмов
- Эффект пребиотика выбранной пищи или питательных веществ
- Изменение в кишечной микрофлоре из-за вида питания
- Изменение в кишечной микрофлоре из-за лечения антибиотиками
- Биодоступность микро- и макронутриентов
- Движение нутриентов / фитохимический метаболизм кишечной микрофлоры

## Технические характеристики
SHIME состоит из ряда пяти реакторов, которые симулируют различные отделы желудочно-кишечного тракта человека. Первые два реактора работают по принципу наполнения - опорожнения, симулируя разные этапы приема пищи и ее переваривания. С помощью насосов, симулирующих перистальтику, поступает определенное количество пищи SHIME( по 140 мл три раза в день) и симуляции панкреатического сока с желчью (по 60 мл 3 раза в день), соответственно в желудок (V1) и в отдел тонкой кишки (V2). Соответственно, спустя определенный промежуток времени, реакторы опорожняют.
Оставшиеся три отдела симулируют толстую кишку. Эти реакторы имеют определенный объем загрузки пищи, которую, под контролем pH, постоянно перемешивают. С помощью посева фекальной микробиоты, эти реакторы симулируют восходящий (V3), поперечный (V4) и нисходящий (V5) отделы ободочной кишки.
Состояние среды в каждом секторе системы постоянно находится под контролем компьютера. TWINSHIME версия способна предложить возможность параллельного проведения двух исследований (обычно вмешательства и контроля).

### Дополнительные характеристики
SHIME может быть преобразован в M-SHIME при помощи добавления к трем отделам толстой кишки, покрытых муцином, микрокосм. Бактерии, находящиеся на слизистой слое, будут населять микрокосмы и создавать слизистую оболочку в реакторе. Перемещение половины микрокосм каждые три дня симулирует перемещение слизистого слоя в кишечнике, позволяя моделировать его слизистую оболочку. В дальнейшем, находящиеся на полученных микрокосмах, бактерии удаляют, что позволяет составить характеристику колонии.

## Преимущества, недостатки и ограничения системы

### Преимущества
- Представляет собой полностью смоделированный желудочно-кишечный тракт.
- Проводит посев микрофлоры различных целевых групп: взрослых и детей, здоровых и больных. Например, больных колитом[3] и животных (свиньи, собаки).
- Особые исследования отделов толстой кишки[1].
- Обладает стабильной микрофлорой в длительных временных промежутках, что позволяет контролировать адаптацию микрофлоры.
- Исследование механизмов контроля со множеством параметров.
- Различие между слизистой и просветной микрофлоры в настройках M-SHIME[4].
- Параллельный контроль и обслуживание в настройках TWIN-SHIME.
- В настройках SHIME индивидуальные различия исследуют как уникальные свойства, принадлежащие каждой микрофлоре в отдельности. При ограничении процесса симуляции микрофлоры только в отделе толстой кишки  может быть получена симуляция восьми различных ее видов.

### Недостатки и ограничения
- Обычно в настройках SHIME отсутствует функция диализа. Внедрение модулей диализа возможно после функции пищеварения в тонком кишечнике[5].
- Отсутствие перистальтики компенсируют мешалки, находящиеся в аппарате-растворителе.
- Обычно в SHIME отсутствуют клетки-хозяины. Поэтому решают проблему его совмещения с HMI  модулем, симулирующем эпителиальные или иммунные клетки[6][7].

## Происхождение модели
Симулятор кишечной микрофлоры человека (SHIME) это сложный функциональный симулятор кишечника человека, разработанный в 1993. Разработка сложных симуляторов кишечника человека и его частей происходит от наблюдения различий между фекальной микрофлоры и кишечной микрофлоры in vivo, зависящих от условий посева культур и их метаболической активности. Заселение фекальной микробиоты в одноступенчатый хемостат было первой попыткой воспроизвести условия, близкие к условиям толстой кишки, которая может быть применима для короткого промежутка времени при таких параметрах среды как pH, окислительно-восстановительный потенциал, поступающие питательные вещества и постоянное изменение динамики роста микроорганизмов. Для продления жизнедеятельности посева кишечной микрофлоры, разработаны ферментеры полунепрерывного действия , симулирующие периодическое поступление питательной среды и удаление продуктов жизнедеятельности микроорганизмов. Обычно для симуляции систем применяют только ферментер, хотя толстая кишка имеет множество отделов с различиями в всасывании питательных веществ, ферментативной активности, культурах микроорганизмов и условиях среды. Поэтому невозможно симулировать культуры микрофлоры толстой кишки только одним симулирующим ее отделом. Для этого разрабатывают несколько сложных реакторов, чтобы симулировать различные условия в просвете толстой кишки, благодаря которым SHIME стал одним из симуляторов кишечника последнего поколения.
Технически, SHIME является усовершенствованной моделью симулятора Университета Ридинга, представленного в 1989 и воспроизводит условия восходящей, поперечной и нисходящей ободочной кишки. SHIME отличается от модели Ридинга тем, что имеет в своем составе часть, симулирующую условия верхних отделов пищеварительного тракта, и представляет собой ряд из пяти составляющих, которые симулируют как верхние (желудок, тонкий кишечник), так и нижние (восходящая, поперечная и нисходящая ободочная кишка) отделы пищеварительного тракта.
Весь реактор SHIME работает при температуре  37 °C и  имеет в своем составе стеклянные сосуды с двойным покрытием, которые обеспечивают соединение с насосами, симулирующими перистальтику. Первые два реактора работают по принципу наполнение-опорожнение, с поступлением определенного количества питательной среды три раза в день, вместе с симуляцией панкреатического сока и желчи в отделы, представляющие собой желудок и тонкий кишечник. Среда состоит из углеводных и белковых составляющих с добавлением слизи, смеси витаминов и минералов. После обеспечения пищеварения в отделах, представляющих собой желудок и кишечник, пищевая смесь поступает по сосуду восходящей ободочной кишки, где начинается процесс кишечного пищеварения. Содержимое трех отделов, представляющих собой толстую кишку, непрерывно перемешивают и подвергают контролю pH. Модуляцию времени удерживания верхних отделов пищеварительного тракта проводят изменением скорости прохождения субстрата из отделов, симулирующих желудок и кишечник, в то же время модуляцию в отделе, симулирующем толстый кишечник, проводят изменением объема, находящегося в нем субстрата. Это зависит от целевой группы лиц, и время удерживания может варьироваться от 24 до 72 часов.
Отдел системы SHIME, симулирующий желудок, работает при значении pH равной 2.0, поступление которую полностью контролирует компьютер, а также контролирует параметры pH в процессе желудочного и кишечного пищеварения. Отдел, симулирующий тонкий кишечник, обычно работает в нейтральной или слабокислой среде, в то же время pH отдела толстой кишки находится между 5.6 и 5.9 в восходящей ее части, 6.1-6.4 в поперечной и 6.6-6.9 в нисходящей части ободочной кишки. Перемешивание смеси, подвергающейся пищеварению в соответственных отделах, осуществляют с помощью магнитных мешалок. Всю систему SHIME содержат в анаэробной среде и ежедневно продувают пространство соответственных отделов газом N2 или смеси газов N2/CO2 в соотношении 90/10%.